# Oshana
Oshana est l'une des quatorze régions administratives de Namibie. 

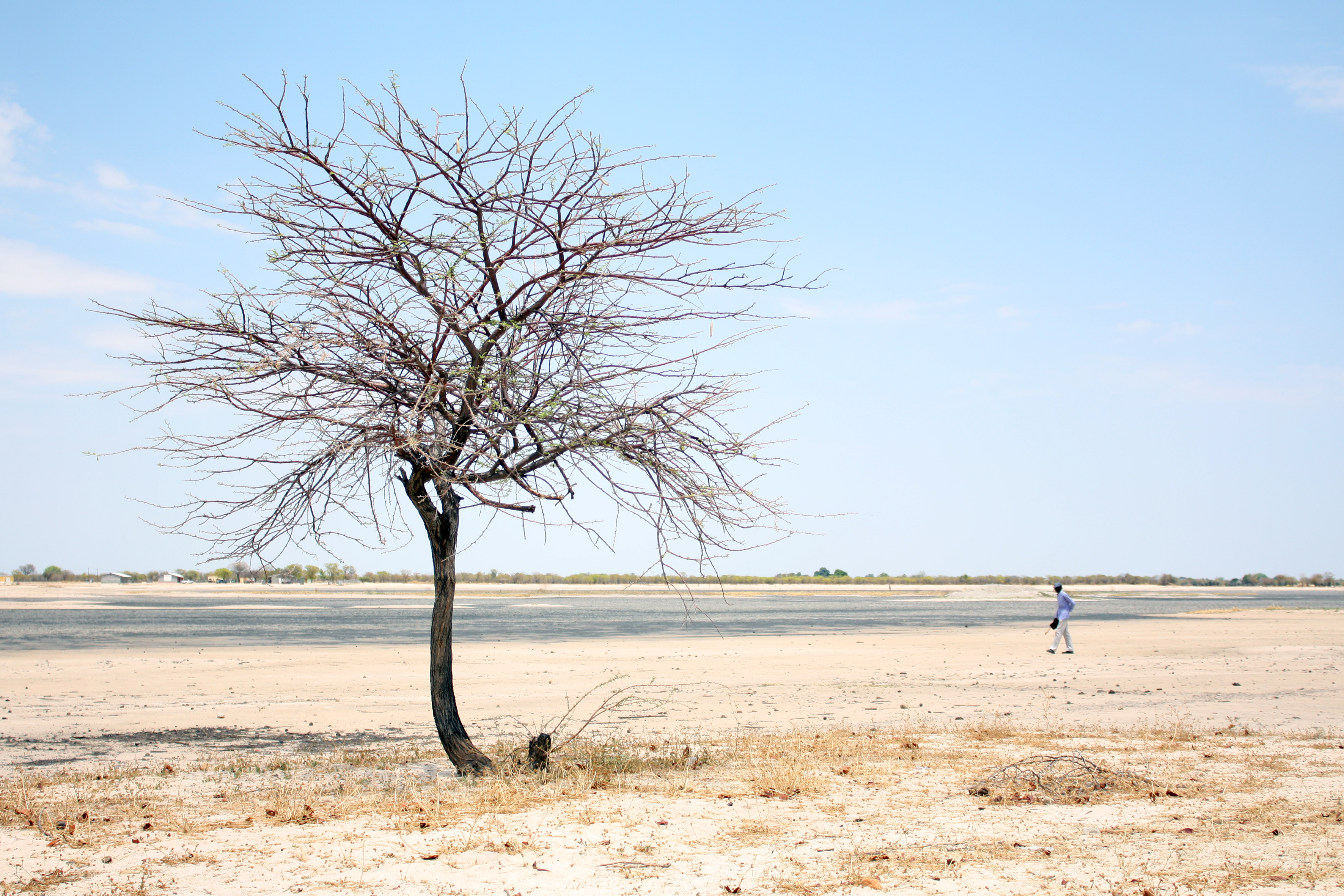
Un oshana avant la saison des pluies (octobre 2008).

Oshana est le nom donné en oshiwambo aux cours d'eau éphémères du bassin hydrographique du Cuvelai, au sud de l'Angola et au centre-nord de la Namibie.
Autrefois partie intégrante de l'ancien Ovamboland, la région fut créée en 1992. C'est l'une des régions les moins arides du nord de la Namibie.
Cette région en voie d'industrialisation est peuplée quasi exclusivement d'Ovambos et est politiquement dominée par la SWAPO. C'est aussi la région la plus peuplée de Namibie après la zone urbaine de Windhoek mais souffre encore d'une infrastructure insuffisante ou obsolète. 
Centre d'affaires du Nord de la Namibie, cette région a souffert en matière d'emplois du départ des forces de sécurité sud-africaines en 1990, alors que les secteurs d'activités autres qu'agricoles n'offraient que peu de perspectives. 
La région proche de la ville minière de Tsumeb est la plus peuplée. 
Oshana est divisée en neuf circonscriptions : Oshakati, Ongwediva, Okaku, Okatana, Ondangwa, Ompundja, Uukwiyu, Okatjali, et Uuvudhiya.